# Ovadas
Ovadas ist ein Ort und eine ehemalige Gemeinde (Freguesia) im portugiesischen Kreis Resende. Die Gemeinde hatte 277 Einwohner (Stand 30. Juni 2011).
Am 29. September 2013 wurden die Gemeinden Ovadas und Panchorra zur neuen Gemeinde União das Freguesias de Ovadas e Panchorra zusammengeschlossen. Ovadas ist Sitz dieser neu gebildeten Gemeinde.